# Rio Mangini
Pour les articles homonymes, voir Mangini.
Rio Mangini, né le 6 octobre 2002 , est un acteur américain. Il est notamment connu pour ses rôles dans les séries télévisées Everything Sucks!, Home Before Dark et Wolf Pack.

## Filmographie

### Longs métrages
- 2017 : Bitch : Max Hart
- 2018 : Reach : Leo
- 2019 : Relish : Theo

#### Longs métrages d'animation
- 2022 : Pinocchio : Milliner

### Télévision

#### Séries télévisées
- 2013 : Marvin Marvin : Tom
- 2013 : Tatami Academy : Sam (5 épisodes)
- 2014 : Bonne chance Charlie : Matt
- 2014 : Switched : Sammy
- 2014 : See Dad Run : Carlos (2 épisodes)
- 2015–2016 : Bella et les Bulldogs : Ace McFumbles
- 2016 : Teen Wolf : Alex
- 2017 : Hôpital central : Oscar (2 épisodes)
- 2018 : L'Arme fatale : Nunes
- 2018 : Just Add Magic : Oren
- 2018 : Everything Sucks! :  McQuaid (10 épisodes)
- 2020–2021 : Home Before Dark : Ethan (18 épisodes)
- 2021 : NCIS : Enquêtes spéciales : Ned
- 2023 : Wolf Pack : Austin (7 épisodes)

#### Séries télévisées d'animation
- 2014 : Docteur La Peluche : Ian (voix)
- 2015–2017 : Miles dans l'espace : Rygan (voix, 5 épisodes)

#### Téléfilms
- 2013 : The Garcias Have Landed : Flex Garcia
- 2014 : Finders Keepers : Dylan
- 2015 : One Crazy Cruise : Cameron Jensen-Bauer
- 2015 : Nickelodeon's Ho Ho Holiday Special : Boule de neige #1
- 2018 : Guess Who Died : Jess
- 2019 : The Lost Boys : Sam